# أليكس أتكينسون
أليكس أتكينسون (بالإنجليزية: Alex Atkinson)‏ (1916 - 1962)؛ صحفي وروائي أمريكي.